# Kurt Spangenberg
Kurt Spangenberg (* 1. April 1889 in Weida; † 25. Januar 1957 in Tübingen) war ein deutscher Mineraloge und Kristallograph.

## Werdegang
Spangenberg wurde 1912 bei Gottlob Linck in Jena promoviert und habilitierte sich nach Wehrdienst im Ersten Weltkrieg 1920 in Jena, wo er 1922 unbesoldeter außerordentlicher Professor für Mineralogie wurde. 1924 wurde er außerordentlicher und 1924 ordentlicher Professor für Mineralogie in Kiel (als Nachfolger von Alfred Bergeat). 1929 wurde er ordentlicher Professor in Breslau (einen gleichzeitigen Ruf nach Würzburg schlug er aus). Ab 1945 war er Privatgelehrter und  Lehrbeauftragter und ab 1952 ordentlicher Professor in Tübingen.
Er befasste sich mit experimentellen Untersuchungen von Kristallwachstum an Alaunkristallen, zum Beispiel der Messung der Wachstumsgeschwindigkeit, und mit angewandter Mineralogie (Zement, Glas, feuerfeste Materialien).
1940 wurde er zum Mitglied der Deutschen Akademie der Naturforscher Leopoldina gewählt.
Zu seinen Doktoranden zählen Siegfried Haussühl und Alfred Neuhaus.